# Molí de l'Horta
El Molí de l'Horta és un molí, a mig camí dels nuclis de Sant Martí de Maldà i Maldà (l'Urgell), propietat de l'abadia de Cardona, que va deixar de funcionar a finals dels anys vint del segle passat. Es coneix també amb els noms de Molí de la Fogonosa o del Roquet.
És una casa-molí molt ben conservat que consta de dues construccions: una de més antiga d'origen medieval, del segle xiii, amb sostre de volta ogival de pedra picada, que fa 5,10 x 7 metres, i una l'altra d'afegida posteriorment, amb dues arcades de mig punt cobertes de grans lloses, que fa 5,10 x 6,30 metres. Al molí, hi funcionaven dos molins, actualment en bon estat, i hi ha inscrits el nom d'Anton Capdevila i la data 1777 amb tots els estris del moliner. Edifici inclòs a l'Inventari del Patrimoni Arquitectònic de Catalunya.